# بليك بارتليت
بليك بارتليت (بالإنجليزية: Blake Bartlett)‏ هو عداء سريع باهاماسي، ولد في 2 مارس 1993.

## وصلات خارجية
- بليك بارتليت على موقع الاتحاد الدولي لألعاب القوى (الإنجليزية)